# Список Героев Социалистического Труда (Дабаев — Дешунин)
Эта страница является частью списка Героев Социалистического Труда и перечисляет в алфавитном порядке лиц, удостоенных звания Героя Социалистического Труда, чьи фамилии начинаются с буквы «Д», от Дабаев до Дешунин.
- Список не включает дважды и трижды Героев Социалистического Труда, а также лиц, лишённых этого звания.
- Список содержит информацию о датах жизни, роде деятельности и дате присвоения звания Героя.
- Герои, удостоенные звания посмертно, выделены в списке  серым цветом .
- Герои, сменившие фамилию после присвоения звания, приводятся в списках дважды, при этом строка с новой фамилией выделяется  бежевым цветом  и не имеет номера.

## Список людей, фамилии которых начинаются с «Д»
| Навигационная таблица | Навигационная таблица |
| --------------------- | --------------------- |
| «Д»                   | Дабаев — Дешунин      |
| «Д»                   | Джабаров — Дическул   |
| «Д»                   | Длимбетов — Дощечкин  |
| «Д»                   | Драгавцев — Дяченко   |

| №          | Фамилия, имя, отчество                    | Даты жизни               | Деятельность | Дата присвоения | ГС         |
| ---------- | ----------------------------------------- | ------------------------ | --- | --------------- | ---------- |
| 1          | Дабаев Балдан Самбуевич                   | 1898 — 1972              | Старший чабан Боргойского колхоза Джидинского аймака Бурятской АССР | 03.07.1959      | [ ГС 1 ]   |
| 2          | Даваа Дойбан Дапьянович                   | род. 15.03.1931          | Комбайнёр колхоза «Победа» Каа-Хемского района Тувинской АССР | 23.12.1976      | [ ГС 2 ]   |
| 3          | Давида Ирма Аугустовна                    | 1916 — ????              | Ткачиха комбината «Ригас аудумс» Латвийского совнархоза, гор. Рига | 07.03.1960      | [ ГС 3 ]   |
| 4          | Давиденко Виктор Александрович            | 26.02.1914 — 15.02.1983  | Заместитель начальника отделения КБ № 11 Первого Главного управления Совета Министров СССР, Горьковская область | 04.01.1954      | [ ГС 4 ]   |
| 5          | Давиденко Пётр Павлович                   | 25.11.1904 — 1971        | Председатель колхоза имени Петровского Арбузинского района Николаевской области | 16.02.1948      | [ ГС 5 ]   |
| 6          | Давидович Василий Акимович                | 1912 — ????              | Дояр колхоза «40-риччя Великого Жовтня» Тернопольского района Тернопольской области | 08.04.1971      | [ ГС 6 ]   |
| 7          | Давидян Епеси Сааковна                    | 1911 — ????              | Звеньевая колхоза «Лен уги» Октемберянского района Армянской ССР | 14.06.1950      | [ ГС 7 ]   |
| 8          | Давитадзе Аиша Мухамедовна                | 12.05.1924 — ????        | Колхозница колхоза имени Ленина Халинского сельсовета Кобулетского района Аджарской АССР | 29.08.1949      | [ ГС 8 ]   |
| 9          | Давитадзе Хаджи Мухамедович               | 1916 — ????              | Председатель исполнительного комитета Хулойского районного Совета депутатов трудящихся Аджарской АССР | 03.05.1949      | [ ГС 9 ]   |
| 10         | Давитадзе Фериде Сулеймановна             | 1920 — ????              | Колхозница колхоза имени Сталина Хуцубанского сельсовета Кобулетского района Аджарской АССР | 29.08.1949      | [ ГС 10 ]  |
| 11         | Давитаия София Максимовна                 | 1915 — ????              | Колхозница колхоза имени Берия Зугдидского района Грузинской ССР | 01.09.1951      | [ ГС 11 ]  |
| 12         | Давиташвили Абрам Михайлович              | 1909 — ????              | Заведующий отделом сельского хозяйства Гурджаанского района Грузинской ССР | 09.08.1949      | [ ГС 12 ]  |
| 13         | Давитая Силован Акакиевич                 | род. 1927                | Звеньевой колхоза имени Сталина Ахалсопельского сельсовета Зугдидского района Грузинской ССР | 21.02.1948      | [ ГС 13 ]  |
| 14         | Давлатов Махкам                           | 1921—1999                | Звеньевой колхоза имени Ленина Шахринауского района Сталинабадской области | 03.05.1949      | [ ГС 14 ]  |
| 15         | Давлатов Сафар                            | 25.05.1933 — 17.05.2007  | Бригадир колхоза «Комсомол» Матчинского района Ленинабадской области | 10.02.1975      | [ ГС 15 ]  |
| 16         | Давлеткулова Ануза Шарифулловна           | 18.09.1935 — 19.01.2025  | Бригадир почтальонов Уфимского почтамта Министерства связи СССР, Башкирская АССР | 05.03.1976      | [ ГС 16 ]  |
| 17         | Давлетов Клыч                             | род. 1922                | Бригадир колхоза «Правда» Янгиарыкского района Хорезмской области | 08.04.1971      |            |
| 18         | Давлетов Мукеш Куанышевич                 | 1910—1973                | Старший чабан совхоза имени Чкалова Асекеевского района Оренбургской области | 22.03.1966      | [ ГС 17 ]  |
| 19         | Давлятов Баймурат                         | 1900—1981                | Звеньевой хлопкового совхоза «Семеновод» Министерства совхозов СССР, Курган-Тюбинский район Сталинабадской области | 01.04.1948      | [ ГС 18 ]  |
| 20         | Давлятов Раджабали                        | 1912—1982                | Председатель колхоза имени Орджоникидзе Сталинабадского района Сталинабадской области | 03.05.1949      | [ ГС 19 ]  |
| 21         | Давлятов Худойназар                       | 1922—2010                | Бригадир хлопкового совхоза «Сталинабадский» Министерства хлопководства СССР, Гиссарский район Таджикской ССР | 10.05.1951      | [ ГС 20 ]  |
| 22         | Давлятова Ниязбуви                        | 1923 — ????              | Бригадир полеводческой бригады колкоза имени Сталина Паст-Даргомского района Самаркандской области | 11.01.1957      | [ ГС 21 ]  |
| 23         | Давлятчина Мингиллям (Мингалям) Зайнеевна | 22.05.1922 — 05.09.1992  | Доярка племенного завода имени Коминтерна Грачёвского района Оренбургской области | 22.03.1966      | [ ГС 22 ]  |
| 24         | Давранов Абдурахман                       | 1909 — ????              | Первый секретарь Джар-Курганского райкома Компартии Узбекистана Сурхан-Дарьинской области | 11.01.1957      | [ ГС 23 ]  |
| 25         | Давранов Арменак Георгиевич               | 1900 — 30.11.1986        | Директор зернового совхоза имени Орджоникидзе Министерства совхозов СССР, Азербайджанская ССР | 05.04.1948      | [ ГС 24 ]  |
| 26         | Давтян Арев Хачатуровна                   | 1925 — ????              | Звеньевая колхоза имени Калинина Микоянского района Армянской ССР | 17.08.1950      | [ ГС 25 ]  |
| 27         | Давтян Арус Гарегиновна                   | 1924 — ????              | Звеньевая колхоза имени Калинина Микоянского района Армянской ССР | 16.04.1949      | [ ГС 26 ]  |
| 28         | Давтян Торос Казарович                    | 1918 — ????              | Бригадир колхоза имени Калинина Азизбековского района Армянской ССР | 05.08.1952      | [ ГС 27 ]  |
| 29         | Давтян Хачатур Александрович              | 1899 — ????              | Звеньевой колхоза «Спартак» Нор-Баязетского района Армянской ССР | 02.02.1948      | [ ГС 28 ]  |
| 30         | Давыденко Александра Сергеевна            | 1912 — ????              | Звеньевая колхоза «Вперёд», гор. Кизляр Грозненской области | 17.09.1949      | [ ГС 29 ]  |
| 31         | Давыденко Василий Петрович                | 1911 — ????              | Комбайнёр Переясловской МТС Брюховецкого района Краснодарского края | 16.04.1949      | [ ГС 30 ]  |
| 32         | Давыденко Елизавета Александровна         | 12.09.1927 — 21.08.2004  | Металлоткач Запорожского метизного завода Министерства чёрной металлургии Украинской ССР, Запорожская область | 22.03.1966      | [ ГС 31 ]  |
| 33         | Давыденко Жанна Даниловна                 | род. 17.07.1929          | Мастер-маслодел Корсунь-Шевченковского маслозавода Министерства мясной и молочной промышленности Украинской ССР, Черкасская область | 14.06.1966      |            |
| 34         | Давыденко Иван Миронович                  | 06.07.1933 — 16.09.2001  | Бригадир слесарей-монтажников специализированного управления № 1 треста «Нефтепроводмонтаж» Министерства строительства предприятий нефтяной и газовой промышленности СССР, гор. Казань Татарской АССР                                                     | 05.10.1973      | [ ГС 32 ]  |
| 35         | Давыденко Лидия Афанасьевна               | 18.12.1928 — 2009        | Председатель колхоза имени Кирова Скадовского района Херсонской области | 22.12.1977      |            |
| 36         | Давыдов Александр Сергеевич               | 26.12.1912 — 19.02.1993  | Директор Института теоретической физики Академии наук Украинской ССР, академик АН Украинской ССР, гор. Киев | 24.12.1982      | [ ГС 33 ]  |
| 37         | Давыдов Андрей Павлович                   | 15.04.1932 — 28.01.2019  | Слесарь-инструментальщик Новгородского завода имени Ленинского комсомола Министерства электронной промышленности СССР | 26.04.1971      | [ ГС 34 ]  |
| 38         | Давыдов Василий Васильевич                | 02.12.1926 — 27.02.2013  | Бригадир мотористов-испытателей Московского машиностроительного завода «Салют» Министерства авиационной промышленности СССР | 26.04.1971      | [ ГС 35 ]  |
| 39         | Давыдов Григорий Иванович                 | 10.03.1908 — 04.03.1974  | Бригадир тракторной бригады Павловской МТС Белокуракинского района Ворошиловградской области | 26.02.1958      | [ ГС 36 ]  |
| 40         | Давыдов Иван Васильевич                   | 22.10.1922 — 26.11.1997  | Наладчик Пензенского научно-исследовательского института электронно-механических приборов Министерства электронной промышленности СССР | 26.04.1971      | [ ГС 37 ]  |
| 41         | Давыдов Иван Никитович                    | 15.01.1933 — 20.04.1981  | Бригадир проходчиков горных выработок шахты № 4—9 комбината «Шахтёрскантрацит» Министерства угольной промышленности Украинской ССР, Донецкая область | 30.03.1971      | [ ГС 38 ]  |
| 42         | Давыдов Иван Степанович                   | 1916—1993                | Директор государственного племенного птицеводческого завода «Обильненский» Георгиевского района Ставропольского края | 08.04.1971      | [ ГС 39 ]  |
| 43         | Давыдов Михаил Ефимович                   | 13.11.1915 — 30.04.2010  | Директор совхоза «Белая Дача» Люберецкого района Московской области | 08.04.1971      | [ ГС 40 ]  |
| 44         | Давыдов Николай Иванович                  | 15.09.1930 — 18.03.1977  | Комбайнёр совхоза «Белогорский» Беляевского района Оренбургской области | 29.11.1968      | [ ГС 41 ]  |
| 45         | Давыдов Пётр Константинович               | 23.06.1907 — 20.12.1981  | Каменщик треста «Сталинжилстрой» Министерства угольной промышленности западных районов СССР, Сталинская область | 28.08.1948      | [ ГС 42 ]  |
| 46         | Давыдова Анна Ивановна                    | 1923 — ????              | Доярка учебного хозяйства «Дружба» Переславского района Ярославской области | 22.03.1966      | [ ГС 43 ]  |
| 46.000001  | Давыдова Вера Ефремовна                   | 1927 — ????              | Звеньевая колхоза имени Луначарского Краснопольского района Сумской области | 16.02.1948      | [ ГС 44 ]  |
| 47         | Давыдова Гюльбоор Шауловна                | 08.03.1892 — 09.06.1983  | Звеньевая колхоза имени Кагановича, гор. Дербент Дагестанской АССР | 27.07.1949      | [ ГС 45 ]  |
| 48         | Давыдова Нина Ивановна                    | род. 01.03.1932          | Старший мастер Куйбышевского моторостроительного завода имени М. В. Фрунзе Министерства авиационной промышленности СССР | 08.09.1975      | [ ГС 46 ]  |
| 49         | Давыдовский Ипполит Васильевич            | 01.08.1887 — 11.06.1968  | Заведующий кафедрой патологической анатомии лечебного факультета 2-го Московского медицинского института, академик Академии медицинских наук СССР | 28.08.1957      | [ ГС 47 ]  |
| 50         | Дагаева Елена Семёновна                   | род. 27.02.1936          | Бригадир-оператор производства пластмасс Каменского химического комбината Министерства машиностроения СССР, Ростовская область | 26.04.1971      | [ ГС 48 ]  |
| 51         | Дагбашян Самсон Агабекович                | 23.01.1917 — 2005        | Учитель средней школы № 3, гор. Ереван Армянской ССР | 01.07.1968      | [ ГС 49 ]  |
| 52         | Дагужиева Кунац Сафарбиевна               | 12.05.1940 — 16.04.2009  | Звеньевая колхоза «Путь к коммунизму» Кошехабльского района Адыгейской автономной области | 30.04.1966      | [ ГС 50 ]  |
| 53         | Дадабаева                                 | 1923 — ????              | Звеньевая колхоза имени Ленина Шахринауского района Сталинабадской области | 03.05.1949      | [ ГС 51 ]  |
| 54         | Дадабаева Шарафатхан                      | 1928 — ????              | Бригадир колхоза «Ленинчи юль» Уйчинского района Наманганской области | 26.02.1981      | [ ГС 52 ]  |
| 55         | Дададжанов Турган                         | 1922 — ????              | Председатель исполкома Ташлакского районного Совета депутатов трудящихся Ферганской области | 11.01.1957      | [ ГС 53 ]  |
| 56         | Дадажанов Мамажан                         | 1931 — 16.10.1973        | Бригадир колхоза имени Ильича Ленинского района Андижанской области | 30.04.1966      | [ ГС 54 ]  |
| 57         | Дадажанов Мирзоджан                       | 1906 — ????              | Звеньевой колхоза «Кзыл Таджикистан» Ворошиловабадского района Сталинабадской области | 01.03.1948      |            |
| 58         | Дадажанов Тулян                           | род. 1940                | Механик-водитель хлопкоуборочной машины совхоза имени Ленина Дустликского района Сырдарьинской области | 10.12.1973      |            |
| 59         | Даданов Иргаш                             | род. 1927                | Бригадир племсовхоза «Чиназ» № 4 Янгиюльского района Ташкентской области | 22.03.1966      |            |
| 60         | Дадашев Дадаш Икрам оглы                  | род. 03.02.1932          | Аппаратчик Сумгаитского комбината хлорорганических продуктов имени М. Азизбекова Министерства химической промышленности СССР, Азербайджанская ССР | 20.04.1971      | [ ГС 55 ]  |
| 61         | Дадашев Шейхали Алескерович               | 10.01.1913 — 1995        | Начальник объединения «Туркменнефть» Среднеазиатского совнархоза, гор. Ашхабад Туркменской ССР | 16.03.1965      | [ ГС 56 ]  |
| 62         | Дадов Хамита Аубекирович                  | 02.04.1937 — 22.03.2011  | Тракторист-машинист колхоза «Заря коммунизма» Терского района Кабардино-Балкарской АССР | 13.09.1990      | [ ГС 57 ]  |
| 63         | Дадушкина Любовь Васильевна               | 09.07.1939 — 17.11.2014  | Звеньевая колхоза «Россия» Лунинского района Пензенской области | 30.04.1966      | [ ГС 58 ]  |
| 64         | Даиров Абдыкадыр                          | 1905 — 01.03.1978        | Председатель колхоза «Джаналык» Талды-Курганского района Талды-Курганской области | 28.03.1948      | [ ГС 59 ]  |
| 65         | Даиров Алюбай                             | 07.11.1927 — 29.09.1977  | Бригадир Бишкульского райспецхозобъединения, Северо-Казахстанская область | 24.12.1976      | [ ГС 60 ]  |
| 66         | Даирова Зариша                            | 1916 — ????              | Звеньевая колхоза «Джана-Талап» Талды-Курганского района Талды-Курганской области | 28.03.1948      | [ ГС 61 ]  |
| 67         | Дайербеков Курманалы                      | 1887—1957                | Старший чабан колхоза имени Фрунзе Коктерекского района Джамбулской области | 12.07.1949      | [ ГС 62 ]  |
| 68         | Дайрашев Темирхан                         | 1913 — ????              | Директор I Джетысайской МТС, Ильичёвский район Южно-Казахстанской области | 08.06.1957      | [ ГС 63 ]  |
| 69         | Даллакян Сирануш Мангиевна                | 10.03.1910 — 12.01.1974  | Звеньевая колхоза имени Ленина Куткашенского района Азербайджанской ССР | 17.06.1950      | [ ГС 64 ]  |
| 70         | Дамбаев Гарма Дамбаевич                   | 1905—1977                | Председатель колхоза имени Калинина Курумканского аймака Бурят-Монгольской АССР | 29.03.1948      | [ ГС 65 ]  |
| 71         | Даминов Холиёр                            | 1924 — ????              | Бригадир совхоза имени Ленина Касанского района Кашкадарьинской области | 10.12.1973      | [ ГС 66 ]  |
| 72         | Дамирова Джамиля Дадаш кызы               | 01.07.1927 — ????        | Звеньевая колхоза имени Карла Маркса Кюрдамирского района Азербайджанской ССР | 12.07.1950      | [ ГС 67 ]  |
| 73         | Данелия Нина Ивановна                     | 1906 — ????              | Колхозница колхоза имени Ленина Гегечкорского района Грузинской ССР | 19.07.1950      | [ ГС 68 ]  |
| 74         | Данелюк Елизавета Давидовна               | 1913 — ????              | Звеньевая свиноводческого совхоза имени 20-летия Октября Министерства совхозов СССР, Харьковская область | 05.05.1949      |            |
| 75         | Данелян Ерванд Аветикович                 | 1904 — 19.09.1977        | Заведующий коневодческой фермой «Красное Знамя» Тетрицкаройского района Грузинской ССР | 04.08.1951      |            |
| 76         | Данзанов Бадма Цыренович                  | 1923 — 20.05.1992        | Старший чабан колхоза имени Ильича Оловяннинского района Читинской области | 12.03.1982      | [ ГС 69 ]  |
| 77         | Данзырык Калдар-оол Хертекович            | 1931—1981                | Бригадир комплексной бригады треста «Тувинстрой» Министерства строительства предприятий тяжёлой индустрии СССР, Тувинская АССР | 27.07.1976      | [ ГС 70 ]  |
| 78         | Даниленко Аверьян Корнеевич               | 19.09.1912 — 28.12.1991  | Комбайнёр зернового совхоза «Ново-Уральский» Министерства совхозов СССР, Таврический район Омской области | 30.04.1951      | [ ГС 71 ]  |
| 79         | Даниленко Иван Илларионович               | 23.04.1906 — 08.05.1985  | Директор совхоза «Аркалдинский» Урджарского района Семипалатинской области | 22.03.1966      | [ ГС 72 ]  |
| 80         | Даниленко Иван Яковлевич                  | 24.02.1929 — 03.06.2005  | Бригадир колхоза «Знамя Ленина» Белгород-Днестровского района Одесской области | 23.06.1966      | [ ГС 73 ]  |
| 81         | Даниленко Константин Иванович             | 06.11.1910 — 24.06.1957  | Начальник паровозной колонны № 10 Народного комиссариата путей сообщения СССР | 05.11.1943      | [ ГС 74 ]  |
| 82         | Даниленко Михаил Васильевич               | 10.08.1918 — 17.11.2002  | Ректор Львовского государственного медицинского института, член-корреспондент Академии медицинских наук СССР | 09.08.1978      | [ ГС 75 ]  |
| 83         | Даниленко Наталья Терентьевна             | 28.04.1926 — 30.09.2002  | Звеньевая виноградарского совхоза имени Молотова Министерства пищевой промышленности СССР, Анапский район Краснодарского края | 26.09.1950      | [ ГС 76 ]  |
| 84         | Даниленко Нина Степановна                 | 21.05.1926 — 30.07.1996  | Звеньевая колхоза имени Шевченко Куйбышевского района Куйбышевской области | 26.02.1948      | [ ГС 77 ]  |
| 85         | Даниленко Нина Фёдоровна                  | 05.10.1937 — 09.2003     | Свинарка колхоза «XXI съезд КПСС» Мстиславского района Могилёвской области | 06.09.1973      | [ ГС 78 ]  |
| 86         | Данилецкий Владимир Зыгмунтович           | род. 25.02.1939          | Тракторист зерносовхоза «Борвиновский» Урицкого района Кустанайской области | 03.03.1980      | [ ГС 79 ]  |
| 87         | Данилов Алексей Николаевич                | 21.02.1925 — 29.08.2018  | Электросварщик Харьковского завода торгового оборудования Министерства общего машиностроения СССР | 26.04.1971      | [ ГС 80 ]  |
| 88         | Данилов Алексей Семёнович                 | 16.01.1926 — 16.05.2009  | Рабочий Петровского электромеханического завода «Молот» Министерства судостроительной промышленности СССР, Саратовская область | 26.04.1971      | [ ГС 81 ]  |
| 89         | Данилов Борис Матвеевич                   | 22.05.1911 — 23.11.2000  | Директор Воронежского авиационного завода Министерства авиационной промышленности СССР | 26.04.1971      | [ ГС 82 ]  |
| 90         | Данилов Борис Михайлович                  | 11.08.1926 — 16.06.1987  | Старший вальцовщик Первоуральского новотрубного завода Министерства чёрной металлургии СССР, Свердловская область | 30.03.1971      | [ ГС 83 ]  |
| 91         | Данилов Валентин Иванович                 | 13.04.1911 — 22.06.1987  | Мастер вагонного депо Свердловск-Сортировочный Свердловской железной дороги, Свердловская область | 04.08.1966      | [ ГС 84 ]  |
| 92         | Данилов Василий Васильевич                | 12.01.1922 — ????        | Токарь Новосибирского завода низковольтной аппаратуры Министерства машиностроения СССР | 26.04.1971      | [ ГС 85 ]  |
| 93         | Данилов Василий Иванович                  | 1925 — ????              | Бригадир межхозяйственного объединения по производству кормов Лазовского районного совета колхозов Молдавской ССР | 10.03.1978      |            |
| 94         | Данилов Михаил Васильевич                 | 21.11.1931 — 06.12.1998  | Машинист машин вытягивания стекла Борского стекольного завода имени М. Горького Министерства промышленности строительных материалов РСФСР, Горьковская область                                                                                            | 08.01.1974      | [ ГС 86 ]  |
| 95         | Данилов Фёдор Александрович               | 26.01.1907 — 19.12.1984  | Директор Первоуральского новотрубного завода Свердловского совнархоза | 19.07.1958      | [ ГС 87 ]  |
| 96         | Данилова Александра Митрофановна          | 24.08.1913 — 08.02.2003  | Начальник участка Крымского консервного завода Министерства пищевой промышленности РСФСР, Краснодарский край | 21.07.1966      | [ ГС 88 ]  |
| 96.000002  | Данилова Евдокия Яковлевна                | род. 1929                | Звеньевая виноградарского совхоза имени Молотова Министерства пищевой промышленности СССР, Анапский район Краснодарского края | 26.09.1950      | [ ГС 89 ]  |
| 97         | Данилова Екатерина Тихоновна              | 1926 — ????              | Рабочая Ачигварского совхоза имени Микояна Министерства сельского хозяйства СССР, Очемчирский район Абхазской АССР | 01.09.1951      | [ ГС 90 ]  |
| 98         | Данилова Ирина Яковлевна                  | 01.07.1912 — 03.02.2001  | Птичница колхоза «Рассвет» Михайловского района Волгоградской области | 22.03.1966      | [ ГС 91 ]  |
| 99         | Данилова Мария Антоновна                  | 15.03.1925 — 18.03.2005  | Бригадир садчиков Алма-Атинского кирпичного завода № 1 Министерства промышленности строительных материалов Казахской ССР | 28.07.1966      | [ ГС 92 ]  |
| 100        | Данилова Ольга Николаевна                 | 1911 — ????              | Доярка совхоза «Новое» Сокольского района Вологодской области | 22.03.1966      | [ ГС 93 ]  |
| 101        | Данильченко Иван Иванович                 | 26.12.1918 — ????        | Комбайнёр Кущёвской МТС Краснодарского края | 13.06.1952      | [ ГС 94 ]  |
| 102        | Данильчук Стахим Сазонович                | 28.10.1909 — ????        | Председатель колхоза имени Кирова Вербского района Ровенской области | 26.02.1958      | [ ГС 95 ]  |
| 103        | Данилюк Алексей Моисеевич                 | 24.04.1934 — 05.01.1994  | Бригадир тракторной бригады колхоза имени Жданова Гощанского района Ровенской области | 08.12.1973      | [ ГС 96 ]  |
| 104        | Данилюк Фёдор Александрович               | 18.06.1925 — 13.11.2003  | Бригадир тракторной бригады колхоза имени Фрунзе Лановецкого района Тернопольской области | 08.04.1971      | [ ГС 97 ]  |
| 105        | Даниляк Елизавета Алексеевна              | род. 1930                | Звеньевая колхоза имени Хрущёва Вашковецкого района Черновицкой области | 04.05.1951      |            |
| 106        | Данияров Ибраим                           | 1885 — ????              | Старший табунщик колхоза «15 лет Казахской ССР» Красногорского района Джамбулской области | 23.07.1948      | [ ГС 98 ]  |
| 107        | Данияров Калмакбай                        | 1909 — ????              | Старший чабан колхоза «Джана-Талап» Сары-Суйского района Джамбулской области | 12.07.1949      | [ ГС 99 ]  |
| 108        | Данияров Усман                            | 12.08.1909 — ????        | Председатель колхоза имени Молотова Шурчинского района Сурхан-Дарьинской области | 11.01.1957      | [ ГС 100 ] |
| 109        | Данник Александр Иванович                 | 1904—1978                | Бригадир колхоза имени Кирова Белозёрского района Херсонской области | 30.04.1966      | [ ГС 101 ] |
| 110        | Данченко Алексей Евгеньевич               | 22.03.1904 — 01.10.1983  | Начальник объединённого Черноморского государственного морского пароходства Министерства морского флота СССР, Одесская область | 03.08.1960      | [ ГС 102 ] |
| 111        | Данченко Григорий Прокофьевич             | род. 1928                | Машинист вращающихся печей Амвросиевского цементного комбината Министерства промышленности строительных материалов Украинской ССР, Донецкая область | 28.07.1966      |            |
| 112        | Данченко Евдокия Фёдоровна                | 14.04.1920 — 22.06.2019  | Фрезеровщица Машиностроительного завода имени В. В. Куйбышева Северо-Казахстанского совнархоза, гор. Петропавловск | 07.03.1960      | [ ГС 103 ] |
| 113        | Даньков Иван Авксентьевич                 | 25.04.1903 — 19.03.1970  | Начальник шахты № 1—2 «Горская» треста «Первомайскуголь» Министерства угольной промышленности Украинской ССР, Ворошиловградская область | 26.04.1957      | [ ГС 104 ] |
| 114        | Даньшин Василий Васильевич                | 1938 — 05.05.1994        | Бригадир изоляционно-укладочной колонны специализированного управления № 5 треста «Спецгазстрой» Министерства строительства предприятий нефтяной и газовой промышленности СССР, Ханты-Мансийский национальный округ Тюменской области                     | 05.10.1973      | [ ГС 105 ] |
| 115        | Даньшин Николай Назарович                 | 02.09.1935 — 01.11.2011  | Бригадир комплексной бригады передвижной механизированной колонны № 228 управления «Белгородоблсельстрой» Министерства сельского строительства РСФСР, Белгородская область                                                                                | 08.01.1974      | [ ГС 106 ] |
| 116        | Дараган Тимофей Иванович                  | 20.02.1895 — 26.06.1969  | Главный агроном совхоза «Сад-гигант» Славянского района Краснодарского края | 30.04.1966      | [ ГС 107 ] |
| 117        | Дараселия Даниел Учанович                 | 1898 — ????              | Звеньевой колхоза «Колхида» Зугдидского района Грузинской ССР | 19.07.1950      | [ ГС 108 ] |
| 118        | Дараселия Ксения Тарасхановна             | род. 1927                | Колхозница колхоза «Колхида» Зугдидского района Грузинской ССР | 19.07.1950      | [ ГС 109 ] |
| 119        | Дараселия Лена Алмасхановна               | 1925 — ????              | Колхозница колхоза «Колхида» Зугдидского района Грузинской ССР | 19.07.1950      | [ ГС 110 ] |
| 120        | Дараселия Феофан Абрамович                | 1916 — ????              | Звеньевой колхоза «Колхида» Зугдидского района Грузинской ССР | 03.05.1949      | [ ГС 111 ] |
| 121        | Дараселия Шалва Маркозович                | 1923 — ????              | Звеньевой колхоза «Колхида» Зугдидского района Грузинской ССР | 01.09.1951      | [ ГС 112 ] |
| 122        | Дарбаев Курман Ергалеевич                 | 02.02.1932 — 29.09.2017  | Комбайнёр совхоза «Катайский» Альменевского района Курганской области | 08.04.1971      | [ ГС 113 ] |
| 123        | Даржаа Эрестол Даржааевич                 | 1921—1990                | Охотник сельхозартели «Советская Тува» Тоджинского района Тувинской АССР | 22.03.1966      | [ ГС 114 ] |
| 124        | Дарибаев Алтынбек Дарибаевич              | 1927—1985                | Старший конвертерщик Карагандинского металлургического комбината Министерства чёрной металлургии СССР | 30.03.1971      | [ ГС 115 ] |
| 125        | Дарибаев Кушербай                         | 1892—1964                | Заведующий коневодческой фермой колхоза имени Кирова Аральского района Кзыл-Ординской области | 31.10.1949      | [ ГС 116 ] |
| 126        | Даркаева Прасковья Алексеевна             | 17.05.1922 — 21.03.2008  | Доярка племенного завода «Канаш» Шенталинского района Куйбышевской области | 22.03.1966      | [ ГС 117 ] |
| 127        | Даркембаев Умиралы                        | 1875—1962                | Старший табунщик колхоза «Ульгули» Нарынколского района Алма-Атинской области | 23.07.1948      | [ ГС 118 ] |
| 128        | Дарцмелия Иона Бегларович                 | 1895 — ????              | Бригадир колхоза имени Сталина Сухумского района Абхазской АССР | 03.05.1949      | [ ГС 119 ] |
| 129        | Дарчев Владимир Антонович                 | 05.10.1930 — 10.06.2008  | Бригадир монтажников строительно-монтажного управления № 3 Ангарского управления строительства № 16 Министерства среднего машиностроения СССР, Иркутская область                                                                                          | 26.04.1971      | [ ГС 120 ] |
| 130        | Дарчия Роза Георгиевна                    | 1929 — ????              | Колхозница колхоза имени Чарквиани Махарадзевского района Грузинской ССР | 19.07.1950      | [ ГС 121 ] |
| 131        | Дарчия Тамара Семёновна                   | 1913 — ????              | Рабочая Насакиральского совхоза Министерства сельского хозяйства СССР, Махарадзевский район Грузинской ССР | 05.07.1949      | [ ГС 122 ] |
| 132        | Дарчия Шушана Монасовна                   | род. 1930                | Колхозница колхоза имени Берия Ланчхутского района Грузинской ССР | 05.07.1951      | [ ГС 123 ] |
| 133        | Даташвили Александр Иосифович             | 1929 — ????              | Бригадир комплексно-проходческой бригады строительно-монтажного поезда № 213 Министерства транспортного строительства СССР, гор. Тбилиси Грузинской ССР                                                                                                   | 28.01.1980      | [ ГС 124 ] |
| 134        | Датуашвили Иван Захарьевич                | 1917 — ????              | Звеньевой колхоза имени Калинина Гурджаанского района Грузинской ССР | 05.09.1950      | [ ГС 125 ] |
| 135        | Датуашвили Иосиф Васильевич               | 1920 — ????              | Звеньевой колхоза имени Калинина Гурджаанского района Грузинской ССР | 05.09.1950      | [ ГС 126 ] |
| 136        | Даулбаев Кудайберген                      | 1927 — ????              | Старший чабан совхоза «Илийский» Илийского района Алма-Атинской области | 24.12.1976      | [ ГС 127 ] |
| 137        | Даулеткалиев Сакан                        | 06.03.1930 — 12.07.2016  | Старший чабан колхоза «Передовик» Индерского района Гурьевской области | 22.03.1966      | [ ГС 128 ] |
| 138        | Даулетов Идирис                           | род. 1931                | Старший чабан колхоза «Коммунизм» Тамдынского района Бухарской области | 22.03.1966      |            |
| 139        | Даулетьяров Тутинбай                      | 1910 — ????              | Старший чабан совхоза «Каратальский» Каратальского района Алма-Атинской области | 22.03.1966      | [ ГС 129 ] |
| 140        | Даульбаева Болсынай                       | 1909—1984                | Старший чабан совхоза «Чим-Курган» Кировского района Южно-Казахстанской области | 29.03.1958      | [ ГС 130 ] |
| 141        | Даумов Ергалий Даумович                   | 15.10.1911 — 01.10.1997  | Председатель сельхозартели имени Сталина Меркенского района Джамбулской области | 11.01.1957      | [ ГС 131 ] |
| 142        | Дауренбеков Тастемир                      | 1893 — ?                 | Старший табунщик колхоза «Кенес-Тюбе» Таласского района Джамбулской области | 23.07.1948      | [ ГС 132 ] |
| 143        | Даурова Вера Алексеевна                   | 1918 — ????              | Звеньевая зернового совхоза «Братский» Министерства совхозов СССР, Братский район Николаевской области | 20.08.1949      |            |
| 144        | Даутбаев Жубай                            | 1893 — ????              | Старший чабан колхоза «Козмолдак» Сузакского района Южно-Казахстанской области | 23.07.1948      | [ ГС 133 ] |
| 145        | Даутов Абдрахман                          | 17.10.1913 — 09.07.1996  | Старший чабан совхоза «Коммунизм» Чуйского района Джамбулской области | 08.04.1971      | [ ГС 134 ] |
| 146        | Даутов Зикаф Набиевич                     | 01.05.1935 — 03.01.2020  | Старший оператор Уфимского нефтеперерабатывающего завода Министерства нефтеперерабатывающей и нефтехимической промышленности СССР, Башкирская АССР | 20.04.1971      | [ ГС 135 ] |
| 147        | Даутов Махмуд Гайсенович                  | 23.02.1927 — 18.05.2015  | Машинист скрепера Целиноградского дорожно-строительного управления Министерства автомобильного транспорта и шоссейных дорог Казахской ССР | 05.10.1966      | [ ГС 136 ] |
| 148        | Даутов Тельтай                            | 1918 — ????              | Звеньевой овцеводческого совхоза имени Ленина Министерства совхозов СССР, Луговской район Джамбулской области | 03.05.1948      | [ ГС 137 ] |
| 149        | Даутпаев Шарып                            | 1924—1953                | Старший табунщик колхоза «Пограничник» Маркакольского района Восточно-Казахстанской области | 23.07.1948      | [ ГС 138 ] |
| 150        | Даценко Александр Никифорович             | род. 1925                | Комбайнёр колхоза имени Куйбышева Сребнянского района Черниговской области | 23.06.1966      |            |
| 151        | Даценко Марцелина Казимировна             | 1912 — ????              | Свинарка колхоза имени Дзержинского Ровенского района Ровенской области | 10.06.1954      |            |
| 152        | Дашко Иван Павлович                       | 1897 — ????              | Агроном колхоза имени Карла Маркса Шполянского района Киевской области | 25.04.1951      |            |
| 153        | Дашко Николай Григорьевич                 | 17.04.1930 — 01.05.2001  | Бригадир комплексной бригады строительного треста «Херсонстрой» Министерства промышленного строительства СССР, гор. Херсон | 05.04.1971      | [ ГС 139 ] |
| 154        | Дашков Николай Иванович                   | 09.05.1926 — 08.08.2019  | Токарь Коломенского тепловозостроительного завода имени В. В. Куйбышева Министерства тяжёлого и транспортного машиностроения СССР, Московская область | 12.05.1977      | [ ГС 140 ] |
| 155        | Дашкова Екатерина Ивановна                | 27.11.1907 — 06.02.1979  | Свинарка колхоза «Молодой ударник» Коломенского района Московской области | 07.04.1949      | [ ГС 141 ] |
| 156        | Дашутина Марфа Давыдовна                  | 04.10.1918 — 28.05.2011  | Звеньевая Первухинского свеклосовхоза Министерства пищевой промышленности СССР, Богодуховский район Харьковской области | 29.08.1949      | [ ГС 142 ] |
| 157        | Дащенко Николай Мефодиевич                | 27.03.1913 — 06.11.1981  | Директор семеноводческого совхоза «Красноармеец» Министерства совхозов СССР, Юрьевский район Днепропетровской области | 03.05.1948      |            |
| 158        | Двинянинов Арнольд Валентинович           | 23.03.1937 — 19.03.2021  | Радиомонтажник Смоленского завода средств автоматики Министерства приборостроения, средств автоматизации и систем управления СССР | 03.01.1974      | [ ГС 143 ] |
| 159        | Двирна Вера Филипповна                    | 16.04.1935 — 14.11.2016  | Доярка племенного завода «Старый Коврай» Чернобаевского района Черкасской области | 22.03.1966      | [ ГС 144 ] |
| 160        | Двойных Варвара Григорьевна               | 1909 — ????              | Звеньевая колхоза «Завет Ильича» Рыльского района Курской области | 04.05.1948      | [ ГС 145 ] |
| 161        | Дворецкая Антонина Дмитриевна             | 1927 — ????              | Красильщица Одесской трикотажной фабрики имени Крупской Министерства лёгкой промышленности Украинской ССР | 05.04.1971      | [ ГС 146 ] |
| 162        | Дворжецкий Иван Александрович             | 02.07.1903 — 13.07.1972  | Каменщик строительного управления «Жилстрой» № 1 треста «Челябметаллургстрой» Челябинского совнархоза | 09.08.1958      | [ ГС 147 ] |
| 163        | Дворник Анна Степановна                   | 07.01.1924 — ????        | Звеньевая колхоза «Первое Мая» Остёрского района Черниговской области | 23.04.1952      | [ ГС 148 ] |
| 164        | Дворник Прокофий Григорьевич              | род. 1932                | Механизатор колхоза имени XXII съезда КПСС Красноокнянского района Одесской области | 08.12.1973      | [ ГС 149 ] |
| 165        | Дворников Прокофий Игнатьевич             | 08.03.1905 — 19.06.1967  | Директор Молдавского научно-исследовательского института орошаемого земледелия и овощеводства, член-корреспондент Всесоюзной академии сельскохозяйственных наук имени В. И. Ленина, гор. Тирасполь Молдавской ССР                                         | 30.04.1966      | [ ГС 150 ] |
| 166        | Дворникова Анна Сергеевна                 | род. 25.04.1944          | Бригадир комплексной бригады строительного управления № 1 треста «Промстрой» Министерства строительства предприятий тяжёлой индустрии СССР, Липецкая область                                                                                              | 16.01.1980      | [ ГС 151 ] |
| 167        | Дворская Павлина Ивановна                 | род. 05.08.1931          | Звеньевая колхоза имени Дворского Бучачского района Тернопольской области | 23.06.1966      |            |
| 168        | Двухимённый Дмитрий Павлович              | 09.11.1922 — 08.03.1992  | Токарь Харьковского завода «Коммунар» Министерства общего машиностроения СССР | 26.07.1966      | [ ГС 152 ] |
| 169        | Дё Анатолий Васильевич                    | 1926 — ????              | Звеньевой колхоза имени Димитрова Нижне-Чирчикского района Ташкентской области | 17.07.1951      | [ ГС 153 ] |
| 170        | Деберкина Фёкла Егоровна                  | 26.09.1912 — 27.06.1990  | Звеньевая Михайловского свеклосовхоза Министерства пищевой промышленности СССР, Панинский район Воронежской области | 18.05.1948      | [ ГС 154 ] |
| 171        | Дебов Сергей Сергеевич                    | 07.12.1919 — 13.06.1995  | Директор Научно-исследовательской лаборатории при Мавзолее Ленина, академик и вице-президент Академии медицинских наук СССР, гор. Москва | 06.12.1979      | [ ГС 155 ] |
| 172        | Девадзе Шукри Талибович                   | 15.07.1911 — ????        | Председатель исполнительного комитета Кобулетского районного Совета депутатов трудящихся Аджарской АССР | 29.08.1949      | [ ГС 156 ] |
| 173        | Девдариани Владимир Гуласпович            | 1899 — ????              | Звеньевой колхоза «Имеди» Орджоникидзевского района Грузинской ССР | 09.08.1949      | [ ГС 157 ] |
| 174        | Девятияров Александр Григорьевич          | 01.12.1934 — 23.09.1987  | Старший мастер Ижевского машиностроительного завода Министерства оборонной промышленности СССР, Удмуртская АССР | 26.04.1971      | [ ГС 158 ] |
| 175        | Девяткина Алла Леонидовна                 | 29.03.1924 — 18.02.2018  | Главный инженер совхоза «Шелковка» Кимрского района Калининской области | 08.04.1971      | [ ГС 159 ] |
| 176        | Девятко Владимир Григорьевич              | 31.05.1931 — 1993        | Машинист угольного комбайна шахты «Норильская» Норильского горно-металлургического комбината имени А. П. Завенягина Министерства цветной металлургии СССР, Красноярский край                                                                              | 04.12.1965      | [ ГС 160 ] |
| 177        | Девятков Николай Дмитриевич               | 11.04.1907 — 01.02.2001  | Научный руководитель отдела сверхвысокочастотной электроники Института радиотехники и электроники Академии наук СССР, заведующий кафедрой эмиссионной и квантовой электроники Московского физико-технического института, академик АН СССР, гор. Москва    | 13.03.1969      | [ ГС 161 ] |
| 178        | Девятова София Ивановна                   | 20.07.1932 — 04.08.2019  | Оплётчица Киевского кабельного завода Министерства электротехнической промышленности СССР | 08.08.1966      | [ ГС 162 ] |
| 179        | Девятых Григорий Григорьевич              | 01.12.1918 — 17.02.2005  | Директор-организатор Института химии высокочистых веществ Академии наук СССР, академик АН СССР, гор. Горький | 14.07.1989      | [ ГС 163 ] |
| 180        | Дегтярёв Александр Семёнович              | 04.09.1932 — 23.09.1982  | Машинист экскаватора Жуковской передвижной механизированной колонны «Водхозстрой» Министерства мелиорации и водного хозяйства РСФСР, Жуковский район Брянской области                                                                                     | 08.04.1971      | [ ГС 164 ] |
| 181        | Дегтярёв Василий Алексеевич               | 02.01.1880 — 16.01.1949  | Конструктор-изобретатель завода № 2 Наркомата вооружения СССР, гор. Ковров Ивановской области | 02.01.1940      | [ ГС 165 ] |
| 182        | Дегтярёв Василий Дмитриевич               | 25.04.1915 — 13.01.1989  | Катодчик Усть-Каменогорского свинцово-цинкового комбината имени В. И. Ленина Восточно-Казахстанского совнархоза | 20.07.1963      | [ ГС 166 ] |
| 183        | Дегтярёв Василий Павлович                 | 14.01.1918 — 20.11.1985  | Старший осмотрщик вагонного депо Иркутск-Сортировочный Восточно-Сибирской железной дороги, гор. Иркутск | 16.01.1974      | [ ГС 167 ] |
| 184        | Дегтярёв Владимир Иванович                | 19.08.1920 — 16.10.1993  | Управляющий трестом «Чистяковантрацит» Министерства угольной промышленности Украинской ССР, Сталинская область | 26.04.1957      | [ ГС 168 ] |
| 185        | Дегтярёв Иван Иванович                    | 10.05.1930 — 08.06.2008  | Бригадир проходчиков горных выработок шахты № 66—67 треста «Свердловуголь» комбината «Донбассантрацит» Министерства угольной промышленности Украинской ССР, Луганская область                                                                             | 29.06.1966      | [ ГС 169 ] |
| 186        | Дегтярёв Иван Логинович                   | 25.08.1919 — 21.01.1996  | Бригадир бригады по внедрению новой техники механического завода Министерства обороны СССР, гор. Москва | 15.06.1971      | [ ГС 170 ] |
| 187        | Дегтярёв Леонид Андреевич                 | 18.07.1924 — 14.10.1995  | Начальник 33-го Центрального научно-исследовательского и испытательного института Министерства обороны СССР, генерал-майор технической службы, Саратовская область                                                                                        | 06.02.1975      | [ ГС 171 ] |
| 188        | Дегтярёв Михаил Николаевич                | 15.08.1915 — 08.12.1978  | Командир взвода восстановительного железнодорожного батальона, старший сержант | 05.11.1943      | [ ГС 172 ] |
| 189        | Дегтярёв Павел Михайлович                 | 12.07.1921 — 17.05.2002  | Председатель колхоза «Урожай» Киквидзенского района Волгоградской области | 08.04.1971      | [ ГС 173 ] |
| 190        | Дегтярёв Пётр Петрович                    | 03.12.1924 — 11.04.2001  | Заведующий промыслом газопромыслового управления № 1 Министерства газовой промышленности СССР, Краснодарский край | 30.03.1971      | [ ГС 174 ] |
| 191        | Дегтярёв Сергей Савватеевич               | 1907 — ????              | Директор совхоза «Носковцы» Жмеринского района Винницкой области | 30.04.1966      |            |
| 192        | Дегтяренко Константин Николаевич          | 24.05.1911 — 03.02.1990  | Председатель колхоза имени Димитрова Новокузнецкого района Кемеровской области | 23.06.1966      | [ ГС 175 ] |
| 193        | Деделов Платон Андреевич                  | 28.11.1903 — 05.01.1966  | Председатель Ульяновского райисполкома Омской области | 11.01.1957      | [ ГС 176 ] |
| 194        | Дедик Антон Самойлович                    | 15.12.1896 — 06.02.1969  | Старший чабан ордена Ленина конного завода № 158, Сальский район Ростовской области | 26.07.1949      | [ ГС 177 ] |
| 194.000003 | Дедкова Валентина Васильевна              | 01.11.1925 — 01.09.2008  | Птичница птицеводческого совхоза «Загорский» Министерства совхозов СССР, Загорский район Московской области | 07.02.1952      | [ ГС 178 ] |
| 195        | Дедов Григорий Михайлович                 | 15.12.1924 — 23.05.2014  | Тракторист колхоза «Россия» Змеиногорского района Алтайского края | 08.04.1971      | [ ГС 179 ] |
| 196        | Дедов Иван Андреевич                      | 15.08.1929 — 19.03.2010  | Бригадир колхоза «Общий труд» Лиманского района Астраханской области | 07.12.1973      | [ ГС 180 ] |
| 197        | Дедов Фёдор Иванович                      | 13.02.1907 — 09.06.1977  | Председатель колхоза «Пролетарская победа» Западного района Калмыцкой АССР | 21.08.1959      | [ ГС 181 ] |
| 198        | Дедова Евдокия Михайловна                 | 07.03.1915 — 13.02.1991  | Доярка совхоза «Конь-Колодезский» Хлевенского района Липецкой области | 22.03.1966      | [ ГС 182 ] |
| 199        | Дедюрин Фёдор Куприянович                 | 07.12.1917 — 27.02.1981  | Старший оператор прокатного цеха Златоустовского металлургического завода Челябинского совнархоза | 19.07.1958      | [ ГС 183 ] |
| 200        | Дедюхин Леонид Степанович                 | 15.05.1937 — 20.01.2004  | Фрезеровщик Свердловского машиностроительного завода имени М. И. Калинина Министерства авиационной промышленности СССР | 18.03.1985      | [ ГС 184 ] |
| 201        | Дедяева Валентина Ефимовна                | 13.03.1932 — 09.05.2020  | Бригадир колхоза «Тальменский» Искитимского района Новосибирской области | 22.03.1966      | [ ГС 185 ] |
| 202        | Деев Александр Михайлович                 | 1907 — 16.04.1992        | Директор совхоза «Белёвский» Белёвского района Тульской области | 27.12.1957      | [ ГС 186 ] |
| 203        | Деев Александр Тимофеевич                 | 27.11.1918 — 22.12.1992  | Директор Судостроительного завода № 199 имени Ленинского комсомола Министерства судостроительной промышленности СССР, гор. Комсомольск-на-Амуре Хабаровского края                                                                                         | 25.07.1966      | [ ГС 187 ] |
| 204        | Деев Виталий Петрович                     | 1908 — ????              | Старший вальцовщик цеха бесшовных труб Днепропетровского трубопрокатного завода имени Ленина | 19.07.1958      |            |
| 205        | Деев Николай Дмитриевич                   | 12.12.1939 — 22.06.2015  | Бригадир племсовхоза имени А. С. Георгиевского Ливенского района Орловской области | 23.12.1976      | [ ГС 188 ] |
| 206        | Дейнека Александр Александрович           | 20.05.1899 — 12.06.1969  | Живописец и график, действительный член Академии художеств СССР, народный художник СССР, гор. Москва | 10.06.1969      | [ ГС 189 ] |
| 207        | Дейнека Татьяна Демьяновна                | 01.01.1909 — 18.06.1993  | Звеньевая колхоза имени Горького Деражнянского района Каменец-Подольской области | 16.02.1948      | [ ГС 190 ] |
| 208        | Дейнеко Анна Ивановна                     | 28.02.1930 — 20.12.2000  | Бригадир свиноводческой фермы совхоза «III Выришальный» Новгородковского района Кировоградской области | 08.04.1971      | [ ГС 191 ] |
| 209        | Дейнеко Григорий Фёдорович                | 07.02.1907 — 27.02.1984  | Директор Уйского совхоза Уйского района Челябинской области | 22.03.1966      | [ ГС 192 ] |
| 210        | Деканадзе Муршид Шукриевич                | 1908 — ????              | Звеньевой колхоза имени XVIII партсъезда Хулойского района Аджарской АССР | 21.02.1948      | [ ГС 193 ] |
| 211        | Декин Андрей Матвеевич                    | 14.10.1919 — 23.01.1970  | Бригадир тракторно-полеводческой бригады колхоза имени Жданова Нижне-Чирского района Сталинградской области | 20.11.1958      | [ ГС 194 ] |
| 212        | Деккер Екатерина Генриховна               | 27.07.1927 — 25.12.2012  | Доярка Кустанайской областной сельскохозяйственной опытной станции, Кустанайская область | 22.03.1966      | [ ГС 195 ] |
| 213        | Делов Алий Харунович                      | 15.05.1915 — 16.10.1990  | Паровозный машинист депо Армавир Северо-Кавказской железной дороги, Краснодарский край | 05.11.1943      | [ ГС 196 ] |
| 214        | Делькин Валерий Константинович            | 20.05.1941 — 27.02.2000  | Бригадир слесарей-электромонтажников военно-строительной организации Министерства обороны СССР, гор. Коломна Московской области | 22.07.1985      | [ ГС 197 ] |
| 215        | Делянский Семён Григорьевич               | 15.09.1926 — 17.07.1997  | Звеньевой оленеводческого совхоза «Полярная звезда» Пенжинского района Корякского национального округа Камчатской области | 08.04.1971      | [ ГС 198 ] |
| 216        | Дема Дмитрий Алексеевич                   | 1893 — ????              | Старший конюх колхоза имени Ленина Ново-Милятинского района Львовской области | 05.11.1951      | [ ГС 199 ] |
| 217        | Демагин Николай Семёнович                 | 1929 — ????              | Забойщик Белоусовского рудника Иртышского полиметаллического комбината Министерства цветной металлургии СССР, Восточно-Казахстанская область | 20.05.1966      | [ ГС 200 ] |
| 218        | Демаш Афанасий Васильевич                 | 07.11.1907 — 07.10.1995  | Главный агроном Сальского районного производственного управления сельского хозяйства Ростовской области | 19.04.1967      | [ ГС 201 ] |
| 219        | Демедюк Григорий Васильевич               | 17.11.1922 — 19.03.1994  | Слесарь-сборщик Липецкого тракторного завода имени XIII съезда КПСС Министерства тракторного и сельскохозяйственного машиностроения СССР | 05.04.1971      | [ ГС 202 ] |
| 220        | Демеев Жансултан Демеевич                 | 20.08.1928 — 03.02.1988  | Комбайнёр совхоза имени Павлова Кустанайского района Кустанайской области | 11.01.1957      | [ ГС 203 ] |
| 221        | Деменко Иван Константинович               | род. 05.09.1935          | Бригадир Нижнеднепровского овоще-молочного совхоза Днепропетровского района Днепропетровской области | 07.07.1986      | [ ГС 204 ] |
| 222        | Деменко Илья Герасимович                  | 1928 — ????              | Бригадир комплексной бригады бетонщиков предприятия Министерства строительства электростанций СССР на строительстве Сталинградской ГЭС, Сталинградская область                                                                                            | 09.09.1961      | [ ГС 205 ] |
| 223        | Деменков Виктор Андреевич                 | 07.06.1927 — 19.12.2015  | Машинист-инструктор локомотивного депо станции Могилёв Белорусской железной дороги | 04.05.1971      | [ ГС 206 ] |
| 224        | Дементьев Геннадий Петрович               | 21.03.1932 — 18.08.1996  | Первый заместитель генерального директора — главный конструктор научно-производственного объединения «Молния» Министерства авиационной промышленности СССР, гор. Москва                                                                                   | 30.12.1990      | [ ГС 207 ] |
| 225        | Деметрадзе Шалва Ипполитович              | 1917 — ????              | Звеньевой колхоза имени 26 комиссаров Зестафонского района Грузинской ССР | 09.08.1949      | [ ГС 208 ] |
| 226        | Демеубаев Казбек                          | 1928 — ????              | Старший табунщик совхоза имени Амангельды Аксуатского района Семипалатинской области | 21.12.1983      | [ ГС 209 ] |
| 227        | Демеш Ольга Ивановна                      | 1924—1985                | Управляющая фермой совхоза «Меркутлинский» Тюкалинского района Омской области | 08.04.1971      | [ ГС 210 ] |
| 228        | Демешкина Анисья Михайловна               | 26.12.1914 — 17.05.1990  | Трактористка колхоза «Дружба» Кетовского района Курганской области | 23.06.1966      | [ ГС 211 ] |
| 229        | Демешко Михаил Кузьмич                    | 20.04.1928 — 27.08.1976  | Бригадир каменщиков строительного управления № 42 треста «Полоцксельстрой» Министерства сельского строительства Белорусской ССР, гор. Полоцк Витебской области                                                                                            | 07.05.1971      | [ ГС 212 ] |
| 230        | Демиденко Василий Петрович                | 17.03.1930 — 17.03.1998  | Первый секретарь Северо-Казахстанского обкома Компартии Казахстана | 24.12.1976      | [ ГС 213 ] |
| 231        | Демиденко Владимир Григорьевич            | 25.07.1913 — 28.12.1992  | Председатель колхоза «Сибирь» Татарского района Новосибирской области | 19.04.1967      | [ ГС 214 ] |
| 232        | Демиденко Ефросиния Афанасьевна           | 10.10.1916 — 13.06.1995  | Доярка колхоза «Колос» Переяслав-Хмельницкого района Киевской области | 26.02.1958      | [ ГС 215 ] |
| 233        | Демиденко Мария Никитична                 | 25.04.1925 — 08.04.2012  | Заведующая свиноводческой фермой колхоза «XXI съезд КПСС» Мстиславского района Могилёвской области | 22.03.1966      | [ ГС 216 ] |
| 234        | Демидов Герман Александрович              | 28.05.1927 — 13.08.1979  | Машинист локомотивного депо Петропавловск Омской железной дороги, Северо-Казахстанская область | 01.08.1959      | [ ГС 217 ] |
| 235        | Демидов Михаил Иванович                   | 16.09.1921 — 19.05.2007  | Машинист турбинного цеха Красноярской ТЭЦ № 1 Красноярскэнерго Министерства энергетики и электрификации СССР | 04.10.1966      | [ ГС 218 ] |
| 236        | Демидова Вера Алексеевна                  | 11.09.1930 — 19.12.1994  | Свинарка совхоза «Головково» Наро-Фоминского района Московской области | 08.04.1971      | [ ГС 219 ] |
| 237        | Демидова Екатерина Яковлевна              | 03.06.1940 — 21.11.2018  | Ткачиха Ленинградской прядильно-ткацкой фабрики «Рабочий» Министерства текстильной промышленности РСФСР | 31.12.1973      | [ ГС 220 ] |
| 238        | Демидова Мария Александровна              | 14.08.1937 — 17.11.2003  | Доярка совхоза «Сычёвка» Сычёвского района Смоленской области | 22.03.1966      | [ ГС 221 ] |
| 238.000004 | Демидчик Янина Константиновна             | род. 01.07.1930          | Звеньевая колхоза «1 мая» Смолевичского района Минской области, Белорусская ССР | 30.04.1966      | [ ГС 222 ] |
| 239        | Дёмин Иван Михайлович                     | 02.01.1915 — 13.01.1992  | Директор Минского автомобильного завода Министерства автомобильной промышленности СССР | 25.02.1975      | [ ГС 223 ] |
| 240        | Дёмин Иван Павлович                       | 14.11.1928 — 28.10.1992  | Бригадир комплексной бригады монтажного управления № 6 домостроительного комбината № 3 Главмосстроя, гор. Москва | 09.08.1979      | [ ГС 224 ] |
| 241        | Дёмин Максим Андреевич                    | 15.08.1913 — 01.03.1974  | Бригадир арматурщиков завода железобетонных изделий № 19 Главмоспромстроймтериалов Мосгорисполкома | 07.05.1971      |            |
| 242        | Дёмин Николай Васильевич                  | 10.05.1910 — 20.01.1983  | Комбайнёр Албашской МТС Каневского района Краснодарского края | 20.05.1952      | [ ГС 225 ] |
| 243        | Дёмин Николай Григорьевич                 | 08.11.1918 — 10.05.1983  | Заведующий свинофермой колхоза «Новый путь» Кимовского района Московской области | 07.04.1949      | [ ГС 226 ] |
| 244        | Дёмин Павел Михайлович                    | 11.01.1896 — 08.03.1975  | Председатель колхоза «Искра» Богородского района Горьковской области | 12.03.1958      | [ ГС 227 ] |
| 245        | Демихов Василий Александрович             | 07.12.1926 — 09.10.2011  | Бригадир тракторной бригады совхоза «Украинский» Большечерниговского района Куйбышевской области | 23.06.1966      | [ ГС 228 ] |
| 246        | Демичева Раиса Николаевна                 | 20.01.1928 — 09.08.1995  | Бригадир комплексной бригады колхоза «Коммунар» Давлекановского района Башкирской АССР | 08.04.1971      | [ ГС 229 ] |
| 247        | Дёмкин Алексей Михайлович                 | 17.03.1925 — 15.04.1997  | Бригадир каменщиков строительного управления № 7 треста «Магнитострой» Министерства строительства предприятий тяжёлой индустрии СССР, гор. Магнитогорск Челябинской области                                                                               | 05.04.1971      | [ ГС 230 ] |
| 248        | Дёмкин Владимир Иванович                  | 1929 — 17.05.2001        | Комбайнёр колхоза «Южный» Городовиковского района Калмыцкой АССР | 23.12.1976      | [ ГС 231 ] |
| 249        | Демко Алексей Иванович                    | 15.01.1910 — 09.11.1983  | Пчеловод колхоза «За коммунизм» Боготольского района Красноярского края | 22.03.1966      | [ ГС 232 ] |
| 250        | Демухаметов Николай Александрович         | 27.08.1920 — 09.10.1981  | Звеньевой колхоза имени Карла Маркса Ужурского района Красноярского края | 07.01.1948      | [ ГС 233 ] |
| 251        | Демченко Лидия Августиновна               | 18.01.1932 — 25.07.1986  | Стерженщица Минского тракторного завода имени В. И. Ленина Минского тракторостроительного производственного объединения Министерства тракторного и сельскохозяйственного машиностроения СССР                                                              | 07.06.1977      | [ ГС 234 ] |
| 252        | Демченко Мария Николаевна                 | 13.07.1902 — 10.10.1978  | Звеньевая колхоза «Большевик» Ново-Сенжарского района Полтавской области | 10.05.1948      | [ ГС 235 ] |
| 253        | Демченко Михаил Прокофьевич               | 1927 — 13.09.1997        | Машинист экскаватора Северного рудника Тургайского бокситового рудоуправления Министерства цветной металлургии СССР | 30.03.1971      | [ ГС 236 ] |
| 254        | Демченко Пётр Трофимович                  | 03.10.1924 — 11.01.1990  | Слесарь-сборщик Гомельского завода измерительных приборов Министерства приборостроения, средств автоматизации и систем управления СССР | 03.01.1974      | [ ГС 237 ] |
| 255        | Демченков Иван Дмитриевич                 | 26.08.1926 — 28.06.2016  | Проходчик горных выработок шахты № 12 комбината «Новомосковскуголь» Министерства угольной промышленности СССР, Тульская область | 30.03.1971      | [ ГС 238 ] |
| 256        | Демчишина Дарья Ивановна                  | 14.01.1919 — 26.01.2000  | Комбайнёр Николаевской II МТС Николаевской области | 20.05.1952      | [ ГС 239 ] |
| 257        | Демчук Раиса Егоровна                     | 1931—1997                | Аппаратчица Крымского консервного комбината Министерства пищевой промышленности РСФСР, Краснодарский край | 17.01.1974      | [ ГС 240 ] |
| 258        | Демьяник Мария Дмитриевна                 | 1922—1957                | Свинарка колхоза имени Реввоенсовета Марьянского района Краснодарского края | 26.07.1949      | [ ГС 241 ] |
| 259        | Дендиберя Пётр Михайлович                 | 05.01.1910 — 07.08.1978  | Управляющий фермой молочного совхоза «Северо-Любинский» Министерства совхозов СССР, Любинский район Омской области | 12.11.1951      | [ ГС 242 ] |
| 260        | Денежкин Геннадий Алексеевич              | 28.01.1932 — 13.02.2016  | Первый заместитель генерального директора по научной работе — главный конструктор Государственного научно-производственного предприятия «Сплав» Министерства оборонной промышленности СССР                                                                | 19.10.1989      | [ ГС 243 ] |
| 261        | Денекин Иван Игнатьевич                   | 1911—1990                | Бригадир рыболовецкой бригады колхоза «Рассвет Севера» Охотского района Хабаровского края | 02.03.1957      | [ ГС 244 ] |
| 262        | Денисенко Александр Павлович              | 1909 — 15.11.1954        | Крепильщик шахты № 10-бис комбината «Сталинуголь» Министерства угольной промышленности западных районов СССР, Сталинская область | 28.08.1948      | [ ГС 245 ] |
| 263        | Денисенко Андрей Андреевич                | 15.10.1925 — 14.11.1998  | Бригадир проходческой бригады рудоуправления имени К. Либкнехта треста «Ленинруда», гор. Кривой Рог Днепропетровской области | 19.07.1958      | [ ГС 246 ] |
| 264        | Денисенко Арсентий Максимович             | 1887 — ????              | Бригадир колхоза имени Ворошилова Каменско-Днепровского района Запорожской области | 28.02.1949      | [ ГС 247 ] |
| 265        | Денисенко Владимир Иванович               | 10.06.1943 — 06.03.2004  | Старший вальцовщик Никопольского южнотрубного завода имени 50-летия Великой Октябрьской социалистической революции Министерства чёрной металлургии Украинской ССР, Днепропетровская область                                                               | 29.12.1973      | [ ГС 248 ] |
| 266        | Денисенко Григорий Иванович               | 29.04.1919 — 24.05.1998  | Ректор Киевского политехнического института имени 50-летия Великой Октябрьской социалистической революции, член-корреспондент Академии наук Украинской ССР                                                                                                | 08.08.1986      | [ ГС 249 ] |
| 267        | Денисенко Иван Парфёнович                 | 12.01.1902 — 19.02.1958  | Председатель колхоза «Искра» Ленинск-Кузнецкого района Кемеровской области | 25.02.1949      | [ ГС 250 ] |
| 268        | Денисенко Тамара Егоровна                 | 09.01.1931 — 15.05.2001  | Доярка совхоза «Орловичи» Дубровенского района Витебской области | 08.04.1971      | [ ГС 251 ] |
| 269        | Денисенков Иван Антонович                 | 15.10.1920 — 17.01.2000  | Председатель колхоза имени Радищева Гжатского района Смоленской области | 10.03.1958      | [ ГС 252 ] |
| 270        | Денисов Василий Васильевич                | 06.12.1926 — 10.05.2002  | Слесарь-инструментальщик Ульяновского машиностроительного завода имени Володарского Министерства машиностроения СССР | 26.04.1971      | [ ГС 253 ] |
| 271        | Денисов Виктор Владимирович               | 19.10.1914 — 01.04.1986  | Электромеханик Московской областной дирекции радиотрансляционной сети Министерства связи СССР | 18.07.1966      | [ ГС 254 ] |
| 272        | Денисов Владимир Николаевич               | 21.03.1944 — 07.03.2020  | Бригадир токарей Оренбургского машиностроительного завода Министерства общего машиностроения СССР | 26.12.1984      | [ ГС 255 ] |
| 273        | Денисов Геннадий Владимирович             | 21.09.1928 — 25.06.2002  | Мастер Поназыревского леспромхоза Министерства лесной, целлюлозно-бумажной и деревообрабатывающей промышленности СССР, Костромская область | 17.09.1966      | [ ГС 256 ] |
| 274        | Денисов Григорий Тихонович                | 23.02.1915 — 05.04.1984  | Комбайнёр Злодейской МТС Кагальницкого района Ростовской области | 24.07.1952      | [ ГС 257 ] |
| 275        | Денисов Григорий Фёдорович                | 1897 — 21.08.1977        | Начальник участка шахты № 3-бис треста «Свердловуголь» комбината «Донбассантрацит» Министерства угольной промышленности западных районов СССР, Ворошиловградская область                                                                                  | 28.08.1948      | [ ГС 258 ] |
| 276        | Денисов Егор Лазаревич                    | 07.01.1929 — 26.05.2009  | Вальщик леса Троицко-Печорского леспромхоза Министерства лесной и деревообрабатывающей промышленности СССР, Коми АССР | 07.05.1971      | [ ГС 259 ] |
| 277        | Денисов Иван Тимофеевич                   | 1918 — ????              | Начальник участка шахты № 10 имени Артёма треста «Ворошиловуголь» Министерства угольной промышленности Украинской ССР, Ворошиловградская область | 26.04.1957      | [ ГС 260 ] |
| 278        | Денисов Константин Петрович               | 31.10.1911 — 20.03.1995  | Начальник станции Москва-Пассажирская Смоленская Московской железной дороги | 12.11.1981      | [ ГС 261 ] |
| 279        | Денисов Михаил Дмитриевич                 | род. 1924                | Военный строитель | 29.07.1966      |            |
| 280        | Денисов Николай Михайлович                | 14.10.1930 — 10.09.1998  | Тракторист колхоза «Украина» Хорольского района Полтавской области | 23.06.1966      | [ ГС 262 ] |
| 281        | Денисов Николай Семёнович                 | 19.12.1910 — 16.08.1997  | Директор Саратовского авиационного завода Министерства авиационной промышленности СССР | 26.04.1971      | [ ГС 263 ] |
| 282        | Денисов Павел Иванович                    | 25.10.1921 — 24.05.2008  | Начальник цеха Полоцкого нефтеперерабатывающего завода Министерства нефтеперерабатывающей и нефтехимической промышленности СССР, Витебская область | 28.05.1966      | [ ГС 264 ] |
| 283        | Денисов Фёдор Варфоломеевич               | 27.07.1919 — 25.03.2001  | Комбайнер колхоза «Урал» Ирбитского района Свердловской области | 15.12.1972      | [ ГС 265 ] |
| 284        | Денисова Александра Ивановна              | род. 14.01.1934          | Крутильщица Калининского комбината химического волокна Министерства химической промышленности СССР | 20.04.1971      | [ ГС 266 ] |
| 285        | Денисова Нина Васильевна                  | 27.12.1927 — 08.06.2014  | Рабочая семеноводческого совхоза «Лабинский» Министерства совхозов СССР, Лабинский район Краснодарского края | 17.08.1950      | [ ГС 267 ] |
| 286        | Денисова Ольга Денисовна                  | 11.07.1921 — 03.05.2000  | Колхозница колхоза имени Ленина Чутовского района Полтавской области | 08.12.1973      | [ ГС 268 ] |
| 287        | Денисова Раиса Никифоровна                | 20.08.1926 — 03.11.2013  | Доярка колхоза «Родина» Белокалитвинского района Ростовской области | 22.03.1966      | [ ГС 269 ] |
| 288        | Денчиля Григорий Юрьевич                  | 1907 — ????              | Начальник лесопункта Кушницкого леспромхоза Иршавского района Закарпатской области | 05.10.1957      |            |
| 289        | Деньгин Пётр Васильевич                   | 21.10.1912 — 10.11.1976  | Зоотехник племенного овцеводческого завода «Марьяновский» Марьяновского района Омской области | 22.03.1966      | [ ГС 270 ] |
| 290        | Деньдобра Антонина Филипповна             | 21.11.1921 — 07.04.2004  | Доярка колхоза «Бильшовык» Ямпольского района Винницкой области | 08.04.1971      | [ ГС 271 ] |
| 291        | Деньжонков Алексей Васильевич             | 02.11.1925 — 18.06.1992  | Электролинейщик треста «Волгоэлектросетьстрой» Министерства строительства электростанций СССР на строительстве Сталинградской ГЭС, Сталинградская область                                                                                                 | 09.09.1961      | [ ГС 272 ] |
| 292        | Деньщиков Пётр Иосифович                  | 15.09.1918 — 09.01.1980  | Председатель колхоза «Авангард» Гродненского района Гродненской области | 08.04.1971      | [ ГС 273 ] |
| 293        | Дербенёв Александр Павлович               | 02.08.1933 — 19.12.2001  | Машинист экскаватора управления механизации № 1 специализированного треста «Кировспецстроймеханизация» Министерства строительства СССР, Кировская область                                                                                                 | 19.03.1981      | [ ГС 274 ] |
| 294        | Дервоед Ольга Семёновна                   | 17.07.1923 — 06.04.1996  | Доярка экспериментальной базы «Межево» Витебской областной сельскохозяйственной опытной станции, Витебская область | 22.03.1966      | [ ГС 275 ] |
| 295        | Дергачёв Иван Семёнович                   | 14.10. 1928 — 22.05.1998 | Бригадир колхоза имени Чкалова Новобугского района Николаевской области | 08.04.1971      | [ ГС 276 ] |
| 296        | Дергилёв Никита Васильевич                | 06.05.1929 — 29.11.2009  | Бригадир колхоза «Заря Алтая» Завьяловского района Алтайского края | 13.12.1972      | [ ГС 277 ] |
| 297        | Дергунов Лазарь Васильевич                | 07.02.1907 — 23.12.1974  | Председатель колхоза имени Чапаева Дрожжановского района Татарской АССР | 06.03.1948      | [ ГС 278 ] |
| 298        | Дергунов Пётр Кондратьевич                | 21.12.1915 — 10.08.1994  | Председатель колхоза имени Ленина Сузунского района Новосибирской области | 11.01.1957      | [ ГС 279 ] |
| 299        | Деревенских Анна Александровна            | 30.03.1928 — 04.03.2010  | Звеньевая колхоза «Красный партизан» Верхне-Хавского района Воронежской области | 07.05.1948      | [ ГС 280 ] |
| 300        | Деревьева Марфа Николаевна                | 1893 — ????              | Звеньевая колхоза «Авангард» Боготольского района Красноярского края | 10.04.1948      |            |
| 301        | Деревянко Алексей Лукич                   | 15.03.1908 — 28.04.1983  | Старший мастер Ждановского металлургического завода имени Ильича Сталинского совнархоза | 19.07.1958      | [ ГС 281 ] |
| 302        | Деревянко Анна Антоновна                  | 13.02.1914 — 07.05.1996  | Звеньевая колхоза имени Чкалова Ново-Московского района Днепропетровской области | 04.03.1949      | [ ГС 282 ] |
| 303        | Деревянко Василий Иванович                | 21.05.1930 — 30.05.2008  | Директор Днепропетровского металлургического завода имени Г. И. Петровского Министерства чёрной металлургии Украинской ССР | 24.08.1987      | [ ГС 283 ] |
| 304        | Деревянко Иван Николаевич                 | 10.02.1928 — 25.11.1989  | Старший чабан колхоза имени Ленина Кизлярского района Дагестанской АССР | 23.12.1976      | [ ГС 284 ] |
| 305        | Деревянко Юрий Гаврилович                 | 06.05.1912 — 13.11.1995  | Заместитель председателя Государственного комитета по судостроению СССР, гор. Москва | 28.04.1963      | [ ГС 285 ] |
| 306        | Дереза Мария Сергеевна                    | 1913—1996                | Звеньевая свиноводческого совхоза «Соревнование» Министерства совхозов СССР, Ленинградский район Краснодарского края | 11.02.1949      | [ ГС 286 ] |
| 307        | Дерешев Анатолий Иванович                 | 25.11.1936 — 07.01.2022  | Токарь Новосибирского завода «Электросигнал» Министерства радиопромышленности СССР | 16.01.1974      | [ ГС 287 ] |
| 308        | Дерий Домна Трифоновна                    | 1914 — ????              | Звеньевая колхоза имени Чкалова Никопольского района Днепропетровской области | 06.06.1949      |            |
| 309        | Деркач Василий Андреевич                  | 1921 — ????              | Председатель колхоза имени Сталина Нежинского района Черниговской области | 28.08.1953      | [ ГС 288 ] |
| 310        | Деркач Виктор Лаврентьевич                | 1934 — ????              | Бригадир колхоза имени Жданова Мироновского района Киевской области | 08.12.1973      | [ ГС 289 ] |
| 311        | Деркач Марина Ефимовна                    | 10.04.1907 — 26.05.1987  | Звеньевая колхоза «Жовтень» Ново-Сенжарского района Полтавской области | 16.02.1948      | [ ГС 290 ] |
| 312        | Деркач Николай Петрович                   | 19.09.1929 — 24.02.1996  | Бригадир комплексной бригады строительного управления № 1 Саратовгэсстроя Министерства энергетики и электрификации СССР, гор. Балаково Саратовской области                                                                                                | 20.04.1971      | [ ГС 291 ] |
| 313        | Деркач Терентий Васильевич                | 1894 — 09.1978           | Заместитель начальника Главного управления сахарной свёклы и других технических культур Министерства сельского хозяйства Украинской ССР, гор. Киев | 26.02.1958      | [ ГС 292 ] |
| 314        | Дерлюк Любовь Нестеровна                  | род. 01.02.1929          | Звеньевая колхоза имени Ворошилова Менского района Черниговской области | 23.04.1952      | [ ГС 293 ] |
| 315        | Дерунов Михаил Дмитриевич                 | 15.09.1930 — 12.03.2008  | Звеньевой колхоза «Победа» Чаусского района Могилёвской области | 12.04.1979      | [ ГС 294 ] |
| 316        | Дерунов Павел Фёдорович                   | 27.03.1916 — 30.06.2001  | Генеральный директор Рыбинского моторостроительного завода Министерства авиационной промышленности СССР, Ярославская область | 26.04.1971      | [ ГС 295 ] |
| 317        | Дерьякулиев Нурхаджи                      | 1926 — ????              | Бурильщик конторы бурения № 1 треста «Туркменбурнефть» Среднеазиатского совнархоза, Туркменская ССР | 16.03.1965      | [ ГС 296 ] |
| 318        | Дерюжин Евгений Борисович                 | род. 22.05.1932          | Бригадир комплексной бригады специализированного управления подводно-технических работ № 6 объединения «Союзподводтрубопроводстрой» Министерства строительства предприятий нефтяной и газовой промышленности СССР, Тосненский район Ленинградской области | 13.06.1986      | [ ГС 297 ] |
| 319        | Дерябин Борис Анатольевич                 | 01.09.1937 — 19.12.2012  | Машинист автоскрепера Вяземского дорожно-ремонтного строительного управления Министерства строительства и эксплуатации автомобильных дорог РСФСР, Смоленская область                                                                                      | 05.03.1976      | [ ГС 298 ] |
| 320        | Дерябин Михаил Иванович                   | 1909 — ????              | Председатель Волчанского райисполкома, Харьковская область | 07.05.1948      |            |
| 321        | Дерябин Николай Сергеевич                 | 10.04.1932 — 09.01.2006  | Помощник мастера Клинского комбината химического волокна имени В. И. Ленина Министерства химической промышленности СССР, Московская область | 20.04.1971      | [ ГС 299 ] |
| 321.000005 | Дерягина Наталья Михайловна               | 29.08.1929 — 08.05.1985  | Бригадир совхоза «Морской», гор. Феодосия Крымской области | 30.04.1966      | [ ГС 300 ] |
| 322        | Десюк Матрёна Дмитриевна                  | 09.11.1911 — 2004        | Бригадир полеводческой бригады совхоза имени Микояна Кореновского района Краснодарского края | 31.10.1957      | [ ГС 301 ] |
| 323        | Десяк Ольга Фёдоровна                     | род. 21.09.1940          | Звеньевая колхоза «Украина» Крыжопольского района Винницкой области | 23.06.1966      | [ ГС 302 ] |
| 324        | Десяткин Тарас Гаврилович                 | 26.04.1928 — 14.02.2018  | Начальник объединения «Якутзолото» Министерства цветной металлургии СССР, гор. Якутск | 10.03.1976      | [ ГС 303 ] |
| 325        | Десятник Андрей Петрович                  | 12.10.1917 — 18.10.1990  | Председатель колхоза «Победа» Балейского района Читинской области | 08.04.1971      | [ ГС 304 ] |
| 326        | Детин Степан Иванович                     | 20.05.1899 — 02.10.1947  | Бывший заведующий районным отделом сельского хозяйства Молотовского района Куйбышевской области | 26.02.1948      | [ ГС 305 ] |
| 327        | Дехканов Абдукарим                        | 06.08.1904 — 08.1985     | Звеньевой колхоза имени М. Горького Ворошиловабадского района Сталинабадской области | 01.03.1948      | [ ГС 306 ] |
| 328        | Дехканов Мирзахмад                        | 16.05.1926 — 17.07.1982  | Председатель колхоза имени Энгельса Ленинградского района Ферганской области | 26.02.1981      | [ ГС 307 ] |
| 329        | Дехканов Рузмат                           | 1897—1970                | Заведующий конефермой колхоза имени Сталина Колхозабадского района Кулябской области | 15.09.1948      | [ ГС 308 ] |
| 330        | Дехканова Угилджон                        | 1931—2011                | Бригадир хлопководческой бригады колхоза имени Ленина Сталинабадского района Таджикской ССР | 17.01.1957      | [ ГС 309 ] |
| 331        | Дешенов Татан                             | 1887 — 29.01.1960        | Старший табунщик колхоза «Жана-Жол» Жилокосинского района Гурьевской области | 23.07.1948      | [ ГС 310 ] |
| 332        | Дешунин Владимир Сергеевич                | род. 31.07.1940          | Фрезеровщик научно-производственного объединения «Кристалл» Министерства электронной промышленности СССР, гор. Киев | 08.06.1977      |            |

| Навигационная таблица | Навигационная таблица |
| --------------------- | --------------------- |
| «Д»                   | Дабаев — Дешунин      |
| «Д»                   | Джабаров — Дическул   |
| «Д»                   | Длимбетов — Дощечкин  |
| «Д»                   | Драгавцев — Дяченко   |